# Borbély György (hadvezér)
Simai Borbély György (ismertebben: Borbély György) (1540 körül – 1603. december 15., Kolozsvár), a tizenöt éves háború (az ún. hosszú háború) időszakában (1591/1593 – 1606), az Erdélyi Fejedelemségnek a sikeres hadvezére volt. Az előneve arra utal, hogy a családnak a tulajdona volt a Sima nevű birtok, amely Szabolcs vármegyében, Pazony (ma: Nyírpazony) és Ibrony (ma: Nyíribrony) között feküdt. A családi neve arra utal, hogy az apai felmenői, a nemesség megszerzése előtt, borbélyok lehettek.

## Életpályája
Fiatalon kezdte a katonai pályafutását, a gyulai vár védelmében harcolt, annak 1566. évi ostromakor. A védők kénytelenek voltak várat feladni a törököknek, valószínűleg, ezt követően lépett a Báthory-család szolgálatába.
1575. májusban Báthory István (1533 – 1586) erdélyi vajda familiárisa volt. Hamar vezér lett Báthory seregében, és Báthory ellenfele, a Miksa (1527 – 1576) magyar király támogatta, Bekes Gáspár (1520 – 1579) elleni készülődés során, a Királyi Magyarországon foglyul ejtették, azonban később szabadon engedték.
Lovas kapitányként részt vett az erdélyi fejedelemmé, és lengyel királlyá lett Báthory Istvánnak az 1579-1582 között, IV. (Rettegett, avagy Rettenetes) Iván (1530 – 1584) orosz cár ellen vívott harcaiban, a livóniai háborúban kitűnt a vitézségével.
Hazatérve, az erdélyi udvarhoz tartózott, 1585-ben már Báthory Zsigmond (1572 – 1613) vajda familiárisa.
Erdély, 1575 óta békésnek tekinthető történetében, 1594-ben gyökeres fordulat következett be. Ekkor már tartott, az Oszmán Birodalom és a Habsburg Birodalom között, a történetírás által tizenöt évesnek nevezett háború (amely az oszmánok részéről 1593-ban küldött hadüzenettel robbant ki, de az előzményét képező harci cselekmények 1591-ben kezdődtek).
Az 1588-ban fejedelemmé lett Báthory Zsigmond – mások mellett – az anyai nagybátyja, Bocskai István (1557 – 1606) váradi kapitány befolyására, úgy döntött, hogy Erdély a Habsburg Birodalom oldalán vegyen részt a harcokban. A fejedelem ezért az akaratát rákényszerítette az erdélyi országgyűlésre, amely – 1594. augusztus 17-én – a Portától való elszakadás mellett döntött (az Erdélyi Fejedelemség az Oszmán Birodalom vazallus állama volt).
A törökök elleni küzdelemben, a fejedelemnek szüksége volt a tapasztalt parancsnokra. 1595. május 27-én, Báthory Zsigmond kinevezte Borbély Györgyöt karánsebesi bánnak, a feladata az volt, hogy Temesvár környékén harcoljon a törökökkel. Borbély György, a vezérlete alatt álló erdélyi csapatokkal, rendkívül eredményes volt: 1595 folyamán, felszabadította a török uralom alól, többek között, Facsádot, Solymost, Lippát,  Csanádot, Aradot és Jenőt, teljes lett a Maros-vidék visszafoglalása.
Az 1595-ös év hozta Erdély számára a legnagyobb diadalt: Október 29-én, Gyurgyevónál, Báthory Zsigmond fővezérlete, valójában azonban Bocskai István és (II. (Vitéz) Mihály (1558 – 1601) havasalföldi fejedelem vezérletével, az erdélyi és a havasalföldi csapatok, nagy győzelmet arattak a Kodzsa Szinán (Koca Sinan) (1520 – 1596) pasa, a nagyvezír parancsnoksága alatt álló török hadon; a győzelem híre egész Európát bejárta. A gyurgyevói csata előtt, Havasalföld székhelyét, Tergovistyét is felszabadították a török megszállás alól.
Borbély György 1596-ban is sikeresen harcolt, a tavasz folyamán (május 11.) visszavonulásra kényszerítette a Lippát ostromló, temesvári török csapatokat. A törökök visszavonulása után pár nappal, a csapataival Lippára megérkező Báthory Zsigmonddal az élen, az erdélyi sereg Temesvár ellen vonult. Temesvár azonnali megtámadását Borbély György ellenezte. A támadás eredménytelen volt, és június 10-én a fejedelem fel is hagyott Temesvár ostromával.
Lippa megvédését kivéve, az év (1596) további részében is, a Habsburg-erdélyi szövetség számára kedvezőtlenül alakultak a harcok. III. Mehmed (1566 – 1603) oszmán szultán fővezérsége alatt, a törökök elfoglalták Egert; majd az október 26-28. között megvívott, a háború kimenetele szempontjából döntő jelentőségű mezőkeresztesi csata, az oszmán erők (és a velük együtt harcoló  krími tatárok) győzelmével ért véget; a Miksa (1558 – 1618) osztrák főherceg vezérelte, császári-királyi csapatok és szövetségeseik felett.
1597-ben lippai kapitányként ügyelt Erdély védelmére. Ebben az évben az erdélyi csapatok, Jósika István (? – 1598) kancellár fővezérlete alatt, megkísérelték Temesvár elfoglalását, ez nem sikerült, Szulejmán (Süleyman) (? – ?) pasa, a Temesvári Vilajet beglerbégje (kormányzója) megvédte a várost, az erdélyiek – október 27-én – felhagytak a tíz napig tartó ostrommal, Temesvár elfoglalása, akárcsak 1596-ban, ezúttal sem sikerült.
Az idősödő, és köszvénnyel küszködő Borbély György, ez után, 1600-ig, közvetlenül, nem részese az erdélyi történéseknek.
Az 1599-ben Erdély fejedelmévé lett Vitéz Mihály havasalföldi fejedelem uralmával szembeforduló nemesek, 1600. szeptember 2-án, a Tordán tartott gyűlésükön, felkelésre hívtak fel Mihály ellen. Vezérüknek Csáky Istvánt (1570 – 1605), Erdély főkapitányát választották; és segítségül hívták Giorgio Basta (1550 – 1607),  felső-magyarországi (kassai) főkapitányt, aki be is vonult Erdélybe. A két sereg egyesült, és 1600. szeptember 18-án, a miriszlói csatában legyőzték Vitéz Mihályt, aki elhagyta Erdélyt, Bécsbe, majd Prágába távozott. Az erdélyi sereg tagjaként, a csatában részt vett Borbély György, de az egészségi állapota miatt, valószínűleg, csak az ütközet szemlélőjeként. Lehetséges, hogy – Basta generálissal együtt – ő állította össze a sikeres haditervet. Basta tábornok, a győzelem után, bevonult Gyulafehérvárra.
1601 tavaszán, Báthory Zsigmond, Lengyelországból, Moldván át, visszatért Erdélybe. (Székely Mózes (1553 körül – 1603), aki Vitéz Mihály erdélyi fővezére volt, de szembe fordult vele, már 1600. májusban felkereste Lengyelországban Zsigmondot, és megállapodott vele a visszatérésében.) 1601. április 3-án, az országgyűlés Zsigmondot, immár harmadszor, fejedelemmé választotta; Borbély György az elsők között csatlakozott hozzá. (I.) Rudolf (1552 – 1612) magyar király nem fogadta el Zsigmond visszatérését, és Vitéz Mihályt – aki elnyerte Rudolf támogatását –, Basta tábornokkal együtt, a Zsigmond elleni harcra parancsolta. Basta és Vitéz Mihály, 1601. augusztus 3-án, a goroszlói csatában legyőzte Zsigmondot, aki Moldvába menekült. (A csata után pár héttel, Basta generális, az általa már „feleslegesnek tartott” Vitéz Mihályt meggyilkoltatta.)
1601. szeptember 6-án, Zsigmond visszatért Moldvából, Brassóba; és október 2-án megkapta III. Mehmed szultántól a fejedelemségét megerősítő athnámét. Basta – decemberben – kivonult Erdélyből, Biharba, Zsigmond Erdély ura lett. Borbély György, elfogadva azt, hogy a szultán támogatja Zsigmond fejedelemségét, melléje állt, és Zsigmond bevette őt a fejedelmi tanácsba.
Rudolf király továbbra sem fogadta el Zsigmond fejedelemségét. A Rudolf által, 1602. január 20-án, az Erdélyben állomásozó császári-királyi csapatok főparancsnokának kinevezett Basta tábornok, visszatért Erdélybe. Június 29-én az erdélyi országgyűlés kénytelen volt Rudolf király hűségére visszatérni. Július 2-án, a tövisi csatában, Basta legyőzte Zsigmond híveinek a Székely Mózes vezette seregét. Zsigmond negyedszer is, végleg, lemondott; a Cseh Királyságba távozott. Nem tudjuk pontosan miért, de Zsigmond távozása után, talán kényszerből, talán félelemből, Borbély György Basta oldalán tűnt fel, és 1602 nyarán, Székely Mózes török-párti parancsnokától, elfoglalta Solymos várát.
1603. januárban Rudolf új biztosai átvették Erdély kormányzását, de Basta generális kegyetlenkedései nem szűntek meg. A törökökhöz (Temesvárra) menekült Székely Mózes, aki 1603. márciusban megkapta III. Mehmed szultántól a fejedelemségét elismerő athnámét, visszatért Erdélybe. Székelyt – április 15-én – a Hátszegnél tartott tábori gyűlésen, fejedelemnek kiáltották ki. Borbély György csatlakozott Székely Mózeshez, van olyan állítás, hogy csak kényszerből. Székely Mózes uralma tiszavirág-életű volt. Július 17-én, a Brassó melletti csatában, a Basta segítségére Erdélybe vonuló, és a székelyek támogatását bíró, IX. Radu (Radu Șerban) (? – 1620) havasalföldi fejedelem, legyőzte Székely Mózest, aki elesett a csatában.
Annak az állításnak, hogy Borbély György kényszerből csatlakozott Székely Mózeshez, ellentmond az, hogy a brassói csatavesztés után, Szászvárosba, a Bastával szembeni ellenállás szervezése céljából, részgyűlésre hívta a csatavesztést túlélő, Székely Mózes-párti nemeseket. A résztvevők „az erdélyi hadak főkapitányává” választották Borbély Györgyöt, és segítséget kértek Bektas (Bektaş)  (? – 1605) pasától, a temesvári beglerbégtől. Amikor Borbély és a köréje gyűlt nemesek hírül vették Basta közeledését, Karánsebes felé menekültek. Útközben, augusztus 6-án, még legyőzték Henri Duval de Dampierre (1580 – 1620) grófot, Lippa császári-királyi parancsnokát. Augusztus 8-án azonban, a Vaskapu közelében, súlyos vereséget szenvedtek a Basta zsoldjában álló, Rákóczi Lajosnak (1570 körül – 1612) a hajdúitól. A nemesek egy része a törökökhöz menekült, Borbély György azonban Karánsebesben maradt; hiába kérték a törökök segítségét, Bektas pasa nem adott támogatást.
Borbély György és társai ezért követeket küldtek Bastához, menlevelet kérve. Október 31-én, Basta ki is állította Borbély részére a menlevelet, aki nagyon óvatosan, lassan, elindult Kolozsvárra. Attól tartott, hogy a menlevél ellenére, Basta felakasztatja. Borbély György pár nappal a Kolozsvárra érkezését követően, anélkül, hogy ez alkalommal találkozott volna Basta generálissal, 1603. december 15-én, elhunyt.

## Szépirodalom
Borbély György alakja feltűnik Passuth László (1900 – 1979) írónak a „Sárkányfog” című, és Szántó György (1893-1961) írónak, a "Hajdútánc" című regényében.